# Furiki
 (octobre 2019).
Si vous disposez d'ouvrages ou d'articles de référence ou si vous connaissez des sites web de qualité traitant du thème abordé ici, merci de compléter l'article en donnant les références utiles à sa vérifiabilité et en les liant à la section « Notes et références ».
Furiki est une série d'animation française en 52 segments de 11 minutes créée par Frédéric Martin. Elle a été initialement diffusée au Royaume-Uni depuis le 28 mai 2018 sur Disney XD, puis en France depuis le 2 juillet 2018 sur France 4 et rediffusée depuis le 6 juillet 2019 sur Disney Channel et enfin du 8 juillet 2019 au 1er mai 2020 sur Disney XD.

## Synopsis
Andre Furiki est le tout premier de son espèce à quitter son arbre. Il veut explorer le monde avec son meilleur ami Chobodo mais avant de pouvoir le faire, il doit passer son test de conduite.

## Distribution

### Voix britanniques
- Kyle Soller : André Furiki
- David O'Reilly : Chobado (Chiabodo)
- Gary Martin : Gordon
- Larissa Murray : Mureille
- David O'Connor : Mouki
- Jules de Jongh : Moka / Pépita
- Beth Chalmeri : Madame Piston
- Cory English : Champion
- Bob Golding : Le Père de Champion
- Kosha Engler : Suzy

### Voix françaises
- Kaycie Chase : André Furiki
- Christophe Lemoine : Chiabodo
- Frédéric Souterelle : Gordon
- Véronique Augereau : Murielle
- Bruno Magne : Mouki
- Claire Pérot : Moka
- Josiane Pinson : Madame Piston
- Fily Keita : Pépita
- Xavier Fagnon : Champion
- Douglas Edward Rand / Barbara Weber-Boustani : Voix additionnelles

## Épisodes
1. Accro à la vitesse / Créneau inferno
2. André Furiki, ce génie / Une clé anglaise dans les roues
3. Démolition choupinette / Cacahouète land
4. Le mystère du pot musical / Moka aux manettes
5. L'hôtel Burrito / Tout mais pas Brenda
6. Mission Piston / Chiabado perd la tête
7. Amitié sur orbite / André superstar
8. Le voyage en panda / Une photo de trop
9. La journée Furiki / Hyène incognito
10. Casse pas ma caisse ! / La horde des taupes sauvages
11. Furiki sur glace / Carnivore fiesta
12. Un bon bain pour Brenda / Panique à l'heure du thé
13. Le pilote sans tête / La mémoire dans le bitume
14. Taxi Furiki / La bataille du bambou tip
15. La caravane infernale / Panthère-sitter
16. Noël paresseux / Un mécano sous le capot
17. Excarlibur / Les tacos de la colère
18. André part en cacahuète / Danse avec les roues
19. Rocket et moi / L'embrouilleur de temps
20. Le bolide hanté / Les conseils de sécurité d'André Furiki
21. L'attaque des gros pneus / Le secret de Madame Piston
22. Les Furikizaoïdes du tonnerre / Sponsor paresseux
23. La guerre des gâteaux / Thunder prend le melon
24. Radio Chiabodo / Burritos en stock
25. Poursuite / Poupayou pète les plombs
26. Relax Chiabodo / Fin de route pour Brenda